# VLT de Salt Lake City
O trem ligeiro de Salt Lake City, conhecido como Utah Transit Authority Transit Express, UTA TRAX, ou simplesmente TRAX, é um sistema de trem ligeiro que serve a cidade estadunidense de Salt Lake City, no estado de Utah.